# Jüdischer Friedhof (Kojetín)
Koordinaten: 49° 21′ 33,4″ N, 17° 17′ 49,6″ O

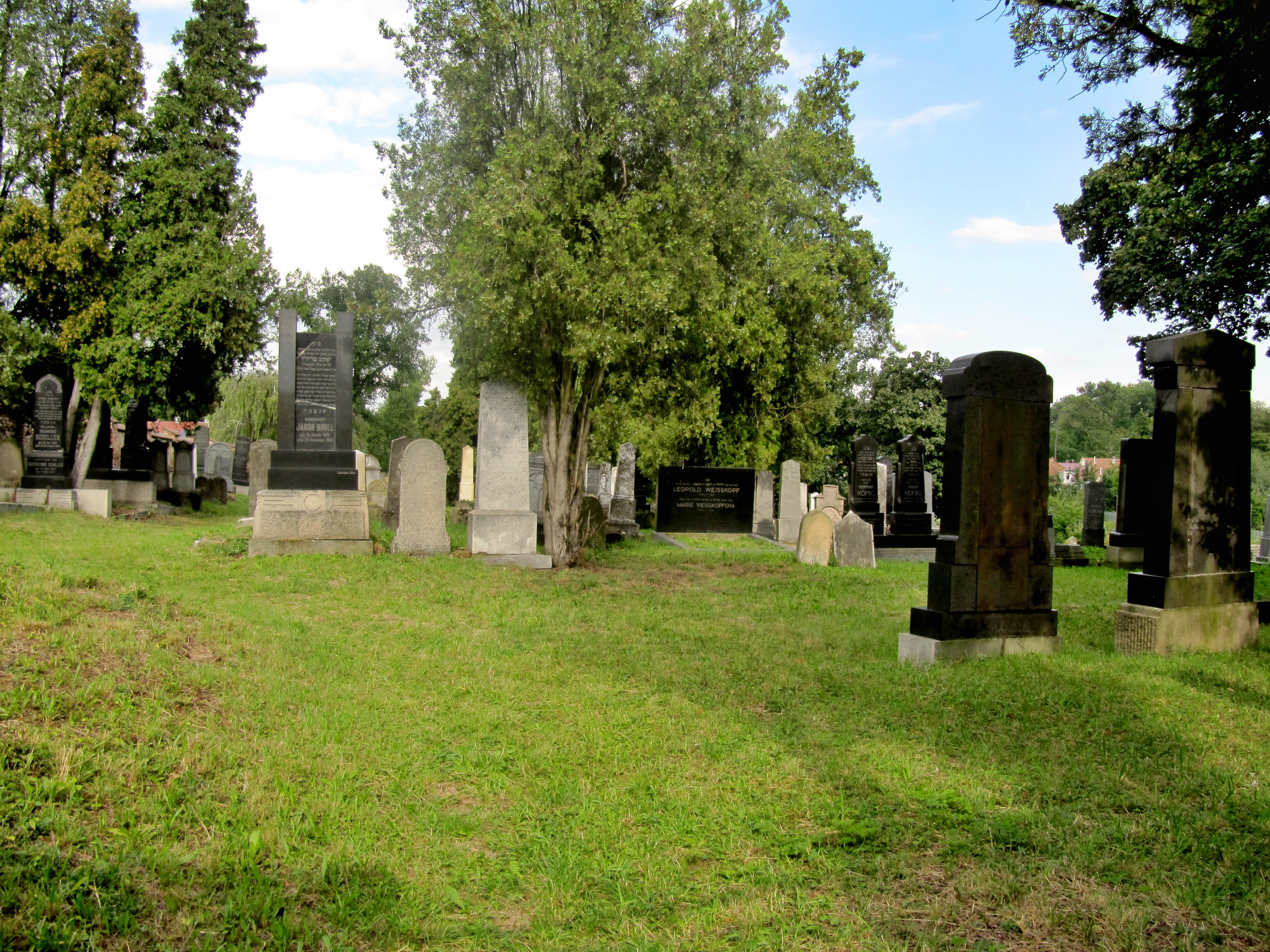
Jüdischer Friedhof in Kojetín

Der Jüdische Friedhof in Kojetín (deutsch Kojetein), einer Stadt in der Olmützer Region (Olomoucký kraj) in Tschechien, wurde vermutlich im 16. Jahrhundert angelegt. Der jüdische Friedhof ist seit 1998 ein geschütztes Kulturdenkmal.
Das älteste Grab stammt aus dem Jahr 1795.